# Onciale 0243
- Papyrus
- Onciale
- Minuscules
- Lectionnaire

Le Codex 0243 (dans la numérotation Gregory-Aland), est un manuscrit du Nouveau Testament sur parchemin écrit en écriture grecque onciale.

## Description
Le codex se compose de 7 folios. Il est écrit en deux colonnes par page, de 48 lignes par colonne. Les dimensions du manuscrit sont 32,5 x 24 cm,. Les paléographes datent ce manuscrit du Xe siècle.
C'est un manuscrit contenant le texte de la 1 Corinthiens (13,42) – 2 Corinthiens (13,13).
Le texte du codex représenté type alexandrin. Kurt Aland le classe en Catégorie II.
Le manuscrit a été examiné par J. Neville Birdsal.
Lieu de conservation
Il est conservé à la Biblioteca Marciana (983 (II, 181)) à Venise,.